# Valfurva
Valfurva är en kommun i provinsen Sondrio i regionen Lombardiet i Italien. Kommunen hade 2 566 invånare (2018).